# روني كوكس (لاعب كرة قدم)
روني كوكس (بالإنجليزية: Ronnie Cocks)‏ هو لاعب كرة قدم مالطي في مركز الهجوم، ولد في 1 أغسطس 1943 في غزيرا في مالطا، وتوفي بنفس المكان في 16 مايو 2017. شارك مع منتخب مالطا لكرة القدم. أما مع النوادي، فقد لعب مع سلايما واندريرز وهامرون سبارتانز.

## وصلات خارجية
- روني كوكس (لاعب كرة قدم) على موقع قاعدة بيانات كرة القدم.إي يو (الإنجليزية)
- روني كوكس (لاعب كرة قدم) على موقع ناشيونال فوتبول تيمز (الإنجليزية)
- روني كوكس (لاعب كرة قدم) على موقع عالم كرة القدم.نت (الإنجليزية)